# Polly Morgan
Polly Morgan (* 20. Jahrhundert in London) ist eine britische Kamerafrau.

## Leben
Polly Morgan wuchs in der Grafschaft West Sussex auf. Sie arbeitete zunächst einige Jahre als Produktions-Assistentin und dann ab 2002 als Kameraassistentin. 2008 konnte sie mit dem Fulbright-Programm ein Studium am AFI-Conservatory in Los Angeles beginnen. Mit ihrem Abschluss 2012 wurde sie als Kamerafrau tätig.
Zu ihren Arbeiten gehören Folgen der Serie Legion, das Science-Fiction-Drama Lucy in the Sky und der Horrorfilm A Quiet Place 2

## Filmografie (Auswahl)
- 2012: Junkie
- 2013: The Truth About Emanuel
- 2013: The Pretty One
- 2016: The Intervention
- 2017: Nightmare – Schlaf nicht ein! (Slumber)
- 2018: Spinning Man – Im Dunkel deiner Seele (Spinning Man)
- 2018: 6 Balloons
- 2018–2019: Legion (Fernsehserie, 9 Folgen)
- 2019: Lucy in the Sky
- 2020: A Quiet Place 2
- 2022: Der Gesang der Flusskrebse (Where the Crawdads Sing)
- 2022: The Woman King
- 2024: Back to Black